# Kakunyo
Kakunyo (覚如) (1270-1351) est l'arrière petit-fils de Shinran, fondateur du bouddhisme Jōdo Shinshū et le 3e conservateur, ou monshu, du mausolée familial qui devient par la suite le Hongan-ji à Kyoto au Japon. Il est le premier à avoir rassemblé des informations sur la vie de Shinran et à avoir formalisé la nouvelle secte Jōdo Shinshū. Parallèlement, il a réaffirmé son pouvoir sur le mausolée en imposant son autorité sur les disciples Shinshū de la région de Kantō. Kakunyo est un écrivain passionné dont la liturgie constitue un élément important des services du Jōdo Shinshū, tandis que sa biographie sur Shinran, le Godenshō (御伝鈔) reste une source importante pour les chercheurs.

## Référence
- (en) Cet article est partiellement ou en totalité issu de l’article de Wikipédia en anglais intitulé « Kakunyo » (voir la liste des auteurs).